# Світанок (Лубенський район)
Світа́нок — село в Україні, в Лубенському  районі Полтавської області. Населення становить 395 осіб. Входить до складу Гребінківської міської громади.

## Географія
Село Світанок знаходиться за 2,5 км від правого берега річки Сліпорід. Поруч проходить залізниця, станція Платформа 143 км.

## Історія
Історія села нерозривно зв'язана з історією залізничної станції Платформа 143 км (до 2012 року — роз'їзд Боярський) Південної залізниці.
Історію станція веде з початку двадцятого століття, коли будувалася ділянка залізниці Гребінка — Ромодан — Полтава. Її відкриття припадає на 1905 рік, а назву старожили пов'язують з іменем графа Боярського, який володів тут землями та помістям.
У радянські часи в роки колективізації місцеві селяни отримали багаті землі на врожаї цукрового буряка. На станції був відкритий великий бурякопункт.
Населений пункт с. Світанок знаходиться за 500 метрів від станції. Село будувалося вже в післяреволюційні роки.
У роки Другої світової війни станцію неодноразово бомбувала фашистська авіація. недалеко від станції знаходиться «Братська могила невідомих солдатів», які загинули в роки війни.
У післявоєнні роки, як і вся країна, станція поступово відновлювала свою роботу. В 1976 році проведена реконструкція станційних будівель, побудоване нове приміщення для чергового по станції.

## Постаті
- Читадзе Едуард Михайлович — старшина Збройних сил України, учасник російсько-української війни.